# Широкоух прилеп
Широкоухият прилеп (Barbastella barbastellus) е вид насекомоядни бозайници от семейство Гладконоси прилепи (Vespertilionidae). Разпространен е из цяла Европа, Северозападна Африка, Канарските острови и Мала Азия. В България се среща рядко, главно в гористи местности в планините.
Масата на широкоухия прилеп е 6-15 g, дължината на тялото с главата – 45-58 mm, размахът на крилете – 260-295 mm, дължината на ушите – 11,8-18 mm, а дължината на опашката – 38-52 mm. Цветът му е тъмнокафяв до черен по гърба. Ушите са къси, но много широки, покрити по външната страна и ръба на трагуса с меки косми.
Широкоухият прилеп живее главно в гористи местности. Лятото прекарва в хралупи на дървета или подпокривни пространства, като женските образуват малки колонии, а мъжките обикновено живеят поединично. Зимува поединично или в големи колонии в пещери със сравнително ниска температура, малко над 0 °C. През лятото женските раждат по две малки. Полетът на широкоухия прилеп е нисък и бавен, като се ориентира чрез ехолокация, излъчвайки стръмни честотномодулирани сигнали с честота 33-41 kHz.

## Подвидове
- B. b. barbastellus (Schreber, 1774)
- B. b. guanchae (Ibanez & Juste, 2002)

## Природозащитен статут
- Червен списък на световнозастрашените видове (IUCN Red list) - Уязвим (Vulnerable VU)[4]
- Директива за местообитанията и дивата флора и фауна на ЕС – Приложение II и IV[5]